# 56e méridien est
En géographie, le 56e méridien est est le méridien joignant les points de la surface de la Terre dont la longitude est égale à 56° est.

## Géographie

### Dimensions
Comme tous les autres méridiens, la longueur du 56e méridien correspond à une demi-circonférence terrestre, soit 20 003,932 km. Au niveau de l'équateur, il est distant du méridien de Greenwich de 6 234 km,.
Avec le 124e méridien ouest, il forme un grand cercle passant par les pôles géographiques terrestres.

### Régions traversées
En commençant par le pôle Nord et descendant vers le sud au pôle Sud, Le 56e méridien est passe par:
| Coordonnées          | Pays, territoire ou mer            | Notes |
| -------------------- | ---------------------------------- | --- |
| 90° 00′ N, 56° 00′ E | Océan Arctique                     | |
| 81° 18′ N, 56° 00′ E | Russie                             | Îles Jackson, Salisbury, Champ, Alger et McClintock, Archipel François-Joseph                                                              |
| 80° 04′ N, 56° 00′ E | Mer de Barents                     | |
| 75° 11′ N, 56° 00′ E | Russie                             | Île Severny et Île Ioujny, Nouvelle-Zemble                                                                                                 |
| 72° 46′ N, 56° 00′ E | Mer de Kara                        | |
| 71° 21′ N, 56° 00′ E | Russie                             | Île Ioujny, Nouvelle-Zemble |
| 70° 34′ N, 56° 00′ E | Mer de Barents                     | Mer de Pechora |
| 68° 38′ N, 56° 00′ E | Russie                             | Passe par Ufa (à 54° 44′ N, 56° 00′ E) |
| 50° 42′ N, 56° 00′ E | Kazakhstan                         | |
| 45° 00′ N, 56° 00′ E | frontière Kazakhstan / Ouzbékistan | |
| 41° 19′ N, 56° 00′ E | Turkménistan                       | |
| 38° 04′ N, 56° 00′ E | Iran                               | |
| 27° 05′ N, 56° 00′ E | Golfe Persique                     | Détroit de Clarence |
| 26° 57′ N, 56° 00′ E | Iran                               | Île de Qeshm |
| 26° 45′ N, 56° 00′ E | Golfe Persique                     | Détroit d'Ormuz |
| 25° 52′ N, 56° 00′ E | Émirats arabes unis                | Passe par Ras al-Khaimah |
| 24° 58′ N, 56° 00′ E | Oman                               | Sur environ 9 km |
| 24° 53′ N, 56° 00′ E | Émirats arabes unis                | Sur environ 4 km |
| 24° 51′ N, 56° 00′ E | Oman                               | |
| 24° 07′ N, 56° 00′ E | Émirats arabes unis                | Sur environ 6 km |
| 24° 04′ N, 56° 00′ E | Oman                               | |
| 17° 55′ N, 56° 00′ E | Océan Indien                       | Khuriya Muriya Bay |
| 17° 31′ N, 56° 00′ E | Oman                               | Île Al-Hallaniyah |
| 17° 29′ N, 56° 00′ E | Océan Indien                       | Passe à l'est des îles de La Digue et Frégate, Seychelles Passe à l'ouest de l'île Coëtivy, Seychelles Passe à l'est de La Réunion, France |
| 60° 00′ S, 56° 00′ E | Océan Austral                      | |
| 66° 10′ S, 56° 00′ E | Antarctique                        | Territoire Antarctique australien, Australie, Revendications territoriales en Antarctique revendiqués par l' Australie                     |